# Kalantar
 (mai 2025).

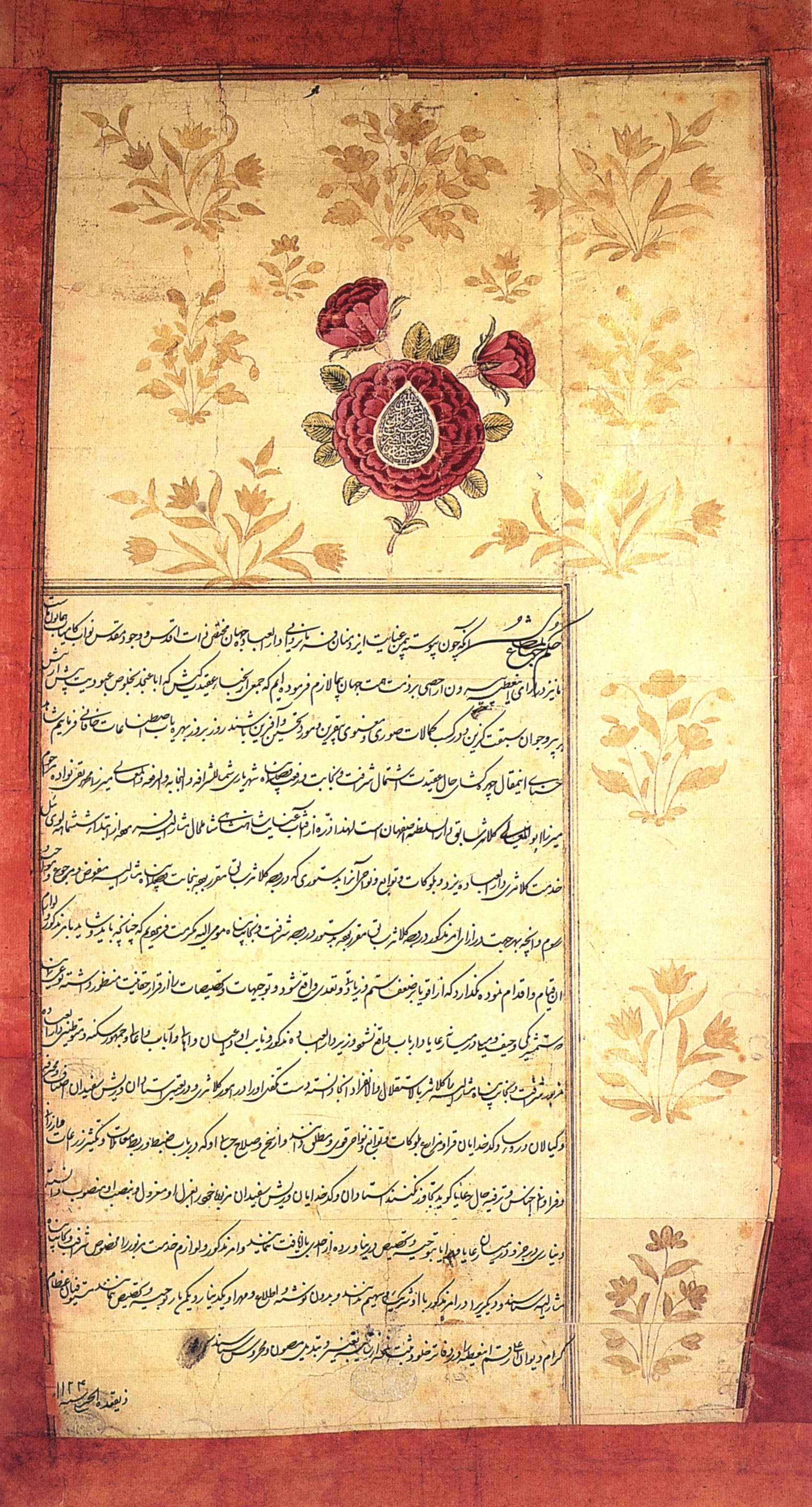
Farmân (décret) du chah safavide Soltan Hossein nommant Mirza Mohammad Taqi au poste de kalantar de Yazd, daté de 1712.

Kalantar (en persan : کلانتر) est un terme désignant le maire ou chef d'une ville dans le monde iranien. 
Sous l’Iran safavide, le kalantar de la communauté arménienne de la Nouvelle-Djolfa était une figure importante et influente. Généralement issu de la communauté arménienne, ses fonctions étaient comparables à celles d’un kalantar dans d’autres villes ou districts.
Aux XVIIe et XVIIIe siècles, la Géorgie safavide avait également un fonctionnaire bien connu appelé kalantar, dont les fonctions semblent avoir largement correspondu à celles des kalantars dans les villes de l’Iran continental.
À la fin du XIXe siècle, cette fonction fut en grande partie remplacée par d'autres autorités représentant de nouveaux systèmes de gouvernance. Les membres des peuples Bakhtiari et Qashqai utilisent encore ce terme pour désigner les chefs de leurs divisions tribales respectives.
Le mot semble être lié au persan kalān, qui signifie « grand, important ».